# ابراهیم‌آباد (پیشوا)
ابراهیم‌آباد روستایی در دهستان پیشوا بخش مرکزی شهرستان پیشوا استان تهران ایران است.

## جمعیت
بر پایه سرشماری عمومی نفوس و مسکن در سال ۱۳۹۵ جمعیت این روستا ۱۰ نفر (۵خانوار) بوده‌است.